# Ян Їндра
Ян Їндра (Jan Jindra, 6 березня 1932 — 20 вересня 2021) — чехословацький академічний веслувальник і спортсмен.
Олімпійський чемпіон 1952 року в складі розпашної четвірки зі стерновим, бронзовий призер 1960 року в складі вісімки, учасник 1956 року.
Чемпіон Європи 1953 (розпашні четвірки зі стерновим), 1956 (вісімки) років, срібний призер 1959 року в складі вісімки, бронзовий призер 1954 (розпашні четвірки зі стерновим), 1957 (вісімки) років.